# Leiothlypis
Leiothlypis é um gênero de aves da família Parulidae.

## Espécies
As seguintes espécies são reconhecidas:
- Leiothlypis peregrina (Wilson,A, 1811)
- Leiothlypis celata (Say, 1822)
- Leiothlypis crissalis (Salvin & Godman, 1889)
- Leiothlypis luciae (Cooper,JG, 1861)
- Leiothlypis ruficapilla (Wilson,A, 1811)
- Leiothlypis virginiae (Baird,SF, 1860)